# طرادة (زورق)
الطرادة هو زورق كبير يستخدمه عرب الأهوار وله مقدمة ومؤخرة طويلتان ومدببتان تتجهان لأعلى من خط الماء. يبلغ طوله 10–12 متر (33–39 قدم) ويبلغ عرضه 1–1.5 متر (3.3–4.9 قدم) عند أوسع نقطة، على الرغم من أن الطرادت المصنوعة للشيوخ يمكن أن يصل طولها إلى 13 متر (43 قدم). تُصنع الطرادة تقليديًا من الخشب أو القصب المغطى بالبتومين وتُثبّت بمسامير حديدية. الخشب المستخدم عادة هو خشب السنط أو التوت. وقد وصفها المستكشف البريطاني ويلفريد ثيسيجر على النحو التالي:
تُدفع الطرادة تقليديًا باستخدام نوع من أعمدة الضبط تسمى (مردى). وتُستخدام المجاديف المصنوعة من الخشب والقصب بدلاً من ذلك في المياه العميقة.
تاريخيًا، كان استخدام الطرادة كزورق حربي أو لنقل الشيوخ المهمين. استخدمت القوات البريطانية والعثمانية وحلفاؤهم المحليون الطرادات المطلية بالحديد أثناء حملة بلاد الرافدين في الحرب العالمية الأولى. ويعتبر نوعًا من أنواع المشاحيف.
وتوجد أغلب الطرادات الحديثة في بلدتي الجبايش والهوير.